# La Curva, Guanajuato
La Curva är en ort i Mexiko.   Den ligger i kommunen San Luis de la Paz och delstaten Guanajuato, i den centrala delen av landet, 260 km nordväst om huvudstaden Mexico City. La Curva ligger 1 986 meter över havet och antalet invånare är 119.
Terrängen runt La Curva är platt åt nordväst, men åt sydost är den kuperad. Runt La Curva är det ganska tätbefolkat, med 52 invånare per kvadratkilometer. Närmaste större samhälle är San Luis de la Paz, 8,1 km öster om La Curva. Trakten runt La Curva består till största delen av jordbruksmark.